# John Kyrle
John Kyrle (22 mai 1637 – 7 novembre 1724), connu sous le nom de « l'homme de Ross », est un philanthrope anglais, dont on se souvient pour son séjour à Ross-on-Wye dans le Herefordshire.

## Formation
Né dans la paroisse de Dymock, Gloucestershire, il est le fils de Walter Kyrle, avocat et député. La famille vit à Ross depuis plusieurs générations. Son grand-père, James Kyrle de Walford Court, a été haut shérif du Herefordshire. L'épouse de James Kyrle, Ann, est la sœur du poète Edmund Waller et son oncle maternel est l'homme d'État John Hampden.
John Kyrle fait ses études au Balliol College d'Oxford et s'inscrit en 1654,. Il étudie ensuite le droit au Middle Temple en 1657, mais n'est pas admis au barreau. Il hérite du domaine familial, dont une maison donnant sur le marché de Ross, où il vit après la mort de son père en 1650.

## Philanthropie à Ross

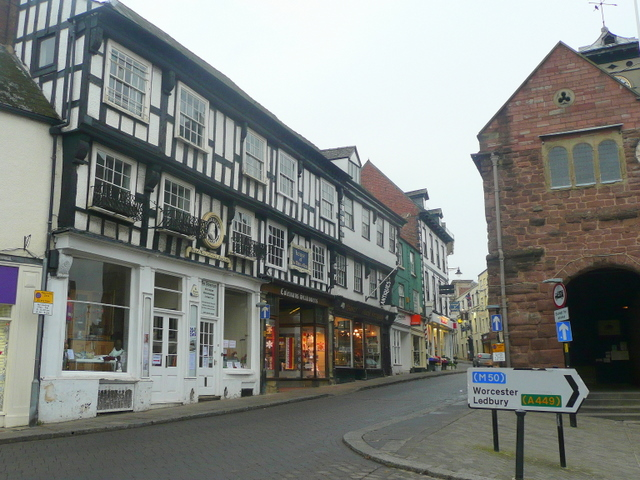
L'homme de Ross House surplombant Ross Market House

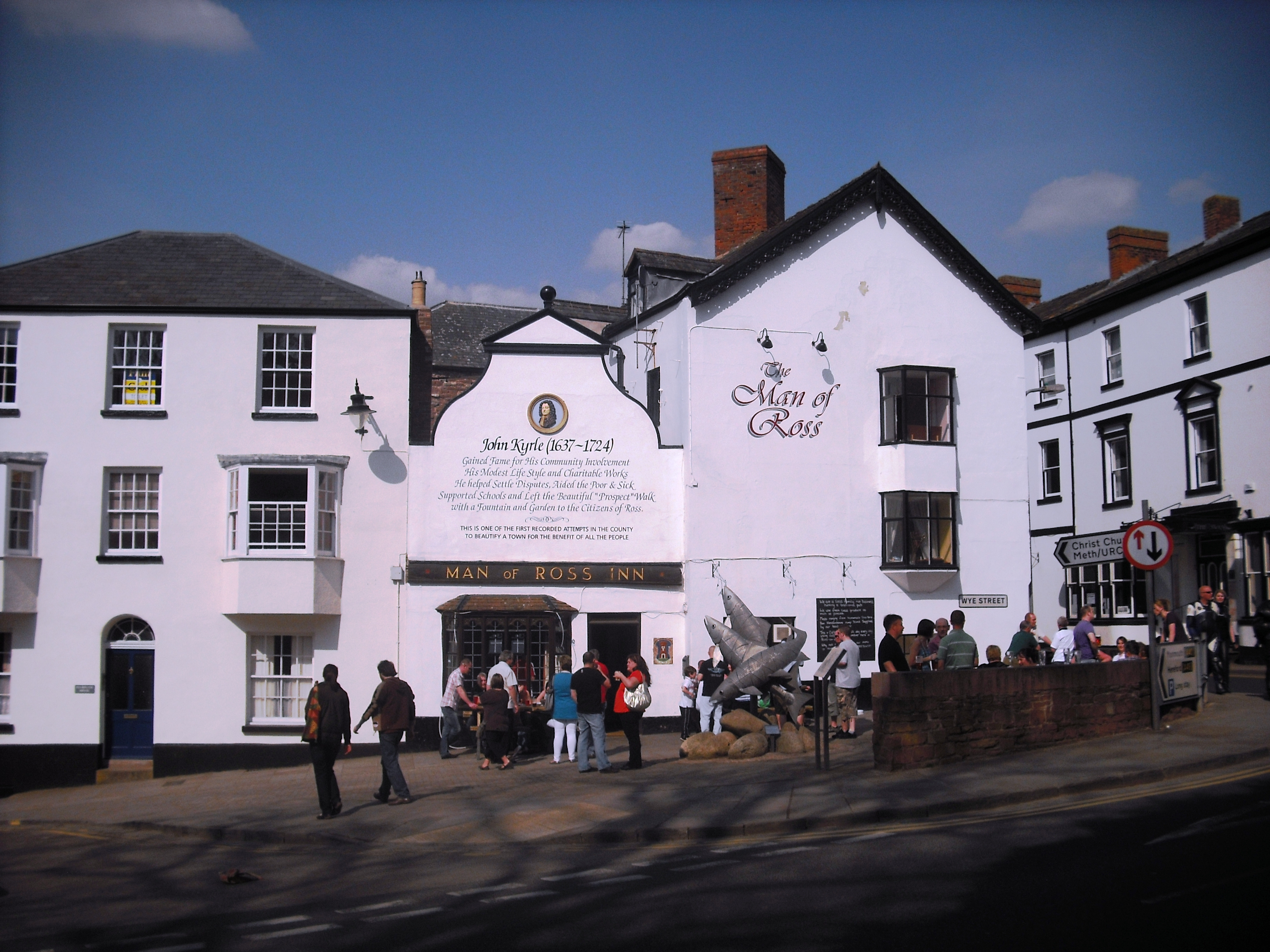
Ross Inn

Dès le début de la vingtaine, il adopte un style de vie frugal et, au lieu d'utiliser sa richesse pour lui-même, il cherche à investir dans le bien commun de sa localité et de la communauté qui y vit.
Il s'intéresse vivement à tout ce qui concerne le bien-être de la petite ville de Ross où il vit ; dans l'éducation des enfants et dans l'embellissement de la ville. Il plante des arbres dans et autour de la ville, avec deux ou trois ouvriers pour l'aider dans les travaux manuels. Il se plait à servir de médiateur entre ceux qui se sont disputés et à empêcher des procès coûteux entre d'éminents citadins. Il est généreux envers les pauvres et dépense tout ce qu'il possède en bonnes œuvres.
Il est à l'origine de la création de « The Prospect » à Ross en 1700. Le jardin public situé au sommet d'une colline juste au-dessus du centre-ville de Ross est aménagé avec un point de vue, des passerelles et une fontaine publique pour fournir de l'eau potable aux habitants de la ville. Ce terrain est loué au marquis de Bath en 1696 et transformé en jardin et zone de promenade. Le parc est toujours là, à côté du cimetière de St Mary's , avec des portes en pierre ornées et des arbres matures entrecoupés de bancs et d'une promenade.
Kyrle vit beaucoup en plein air, travaillant avec les ouvriers de sa ferme et faisant de l'exercice pour rester en bonne santé. Il meurt le 7 novembre 1724, à l'âge de 87 ans, et est enterré dans le chœur de l'église de Ross. Son nom est commémoré dans tout Ross-on-Wye, non seulement dans The Prospect mais dans le pub « Man of Ross » sur Wye Street et sa maison de ville sur la place du marché. Le lycée de la commune porte son nom.
Sa mémoire est également préservée par la Kyrle Society, fondée en 1876 par Miranda et Octavia Hill, pour améliorer la vie des travailleurs, en aménageant des parcs, en encourageant la décoration des maisons, le jardinage des fenêtres et la floriculture. La Société est l'un des premiers organismes d'agrément civique et l'ancêtre du National Trust.